# Powiat działdowski

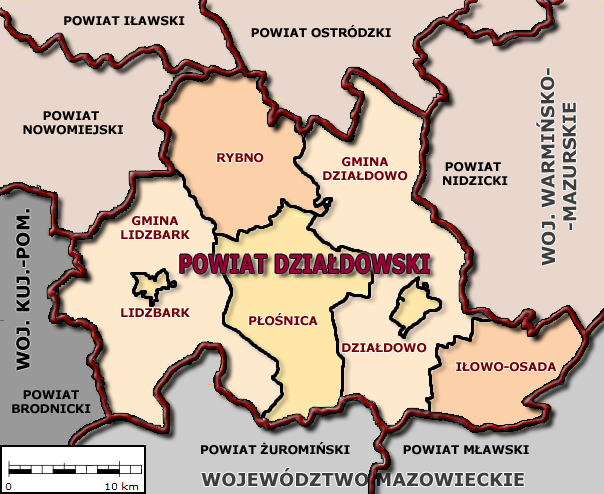
Położenie geograficzne powiatu

Powiat działdowski – powiat w Polsce (województwo warmińsko-mazurskie) utworzony w 1999 w ramach reformy administracyjnej. Jego siedzibą jest miasto Działdowo. Powiat jest najbardziej wysuniętym powiatem na południe w województwie warmińsko-mazurskim. Należy do Związku Powiatów Polskich.
Według danych z 31 grudnia 2019 roku powiat zamieszkiwało 65 139 osób. Natomiast według danych z 30 czerwca 2020 roku powiat zamieszkiwało 64 966 osób.

## Administracja
W skład powiatu wchodzą:
Gminy miejskie
| flaga | herb | gmina     | ludność | powierzchnia (km²) |
| ----- | ---- | --------- | ------- | ------------------ |
|       |      | Działdowo | 21 589  | 13,35              |

Gminy miejsko-wiejskie
| herb | gmina    | ludność | powierzchnia (km²) |
| ---- | -------- | ------- | ------------------ |
|      | Lidzbark | 14 704  | 255,67             |

Gminy wiejskie
| herb | gmina       | ludność | powierzchnia (km²) |
| ---- | ----------- | ------- | ------------------ |
|      | Działdowo   | 9 809   | 272,77             |
|      | Iłowo-Osada | 7 356   | 103,8              |
| -    | Płośnica    | 5 907   | 163,09             |
|      | Rybno       | 7 347   | 147,46             |

Miasta
| flaga | herb | gmina     | ludność | powierzchnia (km²) |
| ----- | ---- | --------- | ------- | ------------------ |
|       |      | Działdowo | 21 589  | 13,35              |
|       |      | Lidzbark  | 8 228   | 5,7                |

## Historia
Powiat działdowski po raz pierwszy utworzono w 1920 r. Wchodził on w skład województw:
- pomorskiego (1920-38),
- warszawskiego (1938-1950),
- olsztyńskiego (1950-75).

W roku 1975 został zlikwidowany a jego tereny wchodziły w skład woj. ciechanowskiego.

## Demografia

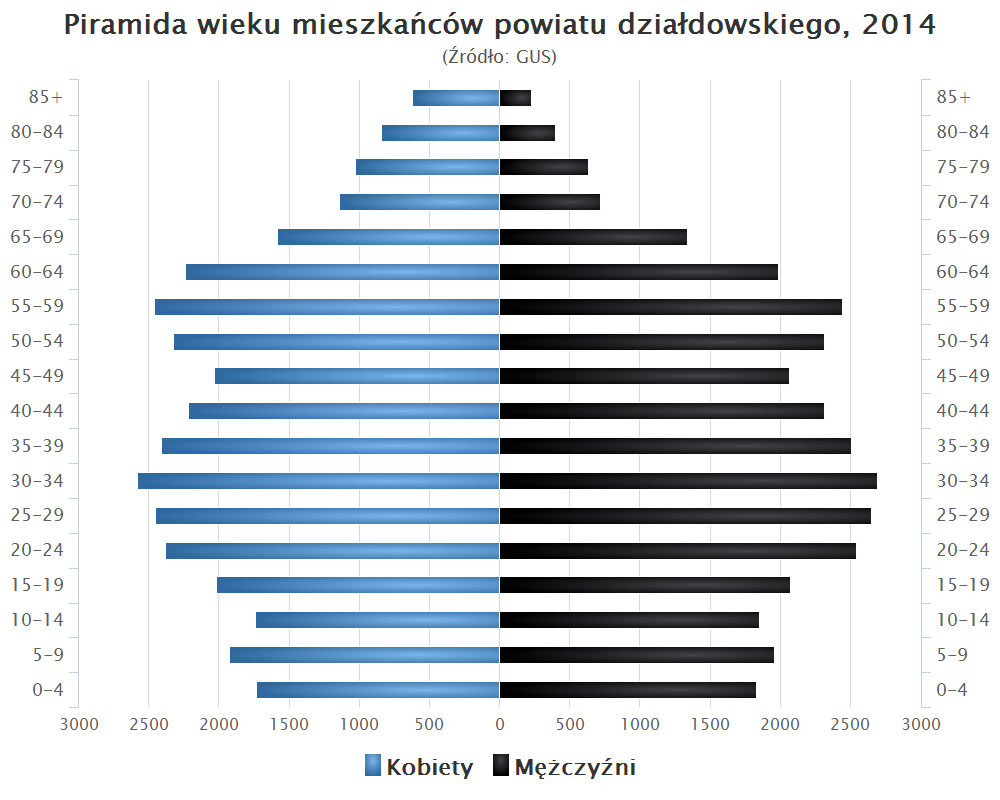
Piramida wieku mieszkańców powiatu działdowskiego w 2014 roku

Liczba ludności (dane z 30 czerwca 2005):
|        | Ogółem | Ogółem | Kobiety | Kobiety | Mężczyźni | Mężczyźni |
| osób   | %      | osób   | %       | osób    | %         |           |
| ------ | ------ | ------ | ------- | ------- | --------- | --------- |
| Ogółem | 65 224 | 100    | 33 281  | 51,03   | 31 943    | 48,97     |
| Miasto | 29 152 | 44,70  | 15 152  | 23,23   | 14 000    | 21,46     |
| Wieś   | 36 072 | 55,30  | 18 129  | 27,79   | 17 943    | 27,51     |

▶Wieś vs ▶miasto
Ogółem (▶k, ▶m)
Miasto (▶k, ▶m)
Wieś (▶k, ▶m)

### Ludność w latach
- 1970 - 50 200
- 1971 - 50 700
- 1972 - 51 600

1975 - 1998 nie istniał
- 1999 - 67 456
- 2000 - 67 570
- 2001 - 67 441
- 2002 - 65 698
- 2003 - 65 689
- 2004 - 65 238
- 2005 - 65 224
- 2013 - 66 712

## Transport
- Przez teren powiatu przebiega pięć dróg wojewódzkich: 538, 541, 542, 544 i 545.

## Powiaty Partnerskie
- Powiat Hersfeld-Rotenburg

## Sąsiednie powiaty
- warmińsko-mazurskie:  powiat iławski,  powiat nowomiejski,  powiat ostródzki,  powiat nidzicki
- kujawsko-pomorskie:  powiat brodnicki
- mazowieckie:  powiat mławski,  powiat żuromiński